# Sunshine (1999)
Sunshine is een Hongaarse historische dramafilm uit 1999 onder regie van István Szabó.
Deze werd genomineerd voor Golden Globes voor beste film, beste regie en beste filmmuziek (van Maurice Jarre). Tien andere prijzen werden de film daadwerkelijk toegekend, waaronder European Film Awards voor beste scenario, beste camerawerk en beste acteur (Ralph Fiennes) en Golden Satellite Awards voor beste bijrolspeelsters (Jennifer Ehle en Rosemary Harris).

## Verhaal
Hongarije, 18e eeuw. Wanneer Aaron en Josefa omkomen in een explosie trekt hun achtergebleven zoon, Emmanuel, naar Hongarije. Hier wordt hij een succesvol zakenman. Emmanuel trouwt met Rose en samen krijgen ze 2 kinderen. De familie voelt zich bedreigd door het antisemitisme en besluit haar naam van Sonnenschein naar Sors te veranderen in de hoop niet herkend te worden als joods. Adam bekeert zich zelfs tot het katholicisme.

## Rolverdeling
| Acteur           | Personage             |
| ---------------- | --------------------- |
| Ralph Fiennes    | Ignatz Sonnenschein   |
| Ralph Fiennes    | Adam Sors             |
| Ralph Fiennes    | Ivan Sors             |
| Rosemary Harris  | Valerie Sors          |
| Rachel Weisz     | Greta                 |
| Jennifer Ehle    | Valerie Sonnenschein  |
| David de Keyser  | Emmanuel Sonnenschein |
| Miriam Margolyes | Rose Sonnenschein     |